# Megalestes distans
Megalestes distans – gatunek ważki z rodziny Synlestidae.